# Schaeff (Baumaschinenhersteller)
Schaeff ist eine Marke für Baumaschinen mit Wurzeln in Langenburg. Das ehemals selbstständige Unternehmen Karl Schaeff GmbH & Co. KG gehörte von 2002 bis 2016 zu Terex Deutschland. Heute gehört es zu Yanmar und produziert Bagger und Radlader.

## Geschichte
Das Unternehmen wurde 1937 von Karl Schaeff als Reparaturbetrieb für Landmaschinen gegründet. Nach dem Zweiten Weltkrieg begann ab 1947 am Standort Langenburg die Konstruktion und Fertigung von Anbaugeräten für Baumaschinen. Zum Erfolg des Unternehmens trugen technische Innovationen bei. Vor allem die Entwicklung der Knickmatik-Technik, mit der ein Baggerausleger seitlich um jeweils bis zu 90 Grad abgeknickt werden kann, verschaffte dem Unternehmen eine gute Marktpositionierung. Zudem produzierte das Unternehmen Radlader, Baggerlader und Minibagger. 1985 übernahm die Karl Schaeff GmbH & Co. die Johannes Fuchs KG mit Sitz in Bad Schönborn und führte sie unter dem Namen Fuchs Bagger weiter. 2002 wurde das Unternehmen von Terex Deutschland übernommen. Zwischendurch firmierte das Unternehmen als Kaelble GmbH mit Sitz in Gerabronn. Der Markenname Schaeff wird jedoch weiterhin verwendet. Im Juni 2016 übernahm Yanmar das europäische Kompaktmaschinensegment von Terex mit dem Werk Crailsheim und dem Logistikstandort Rothenburg ob der Tauber. Seitdem firmiert Schaeff als Yanmar Compact Germany GmbH.

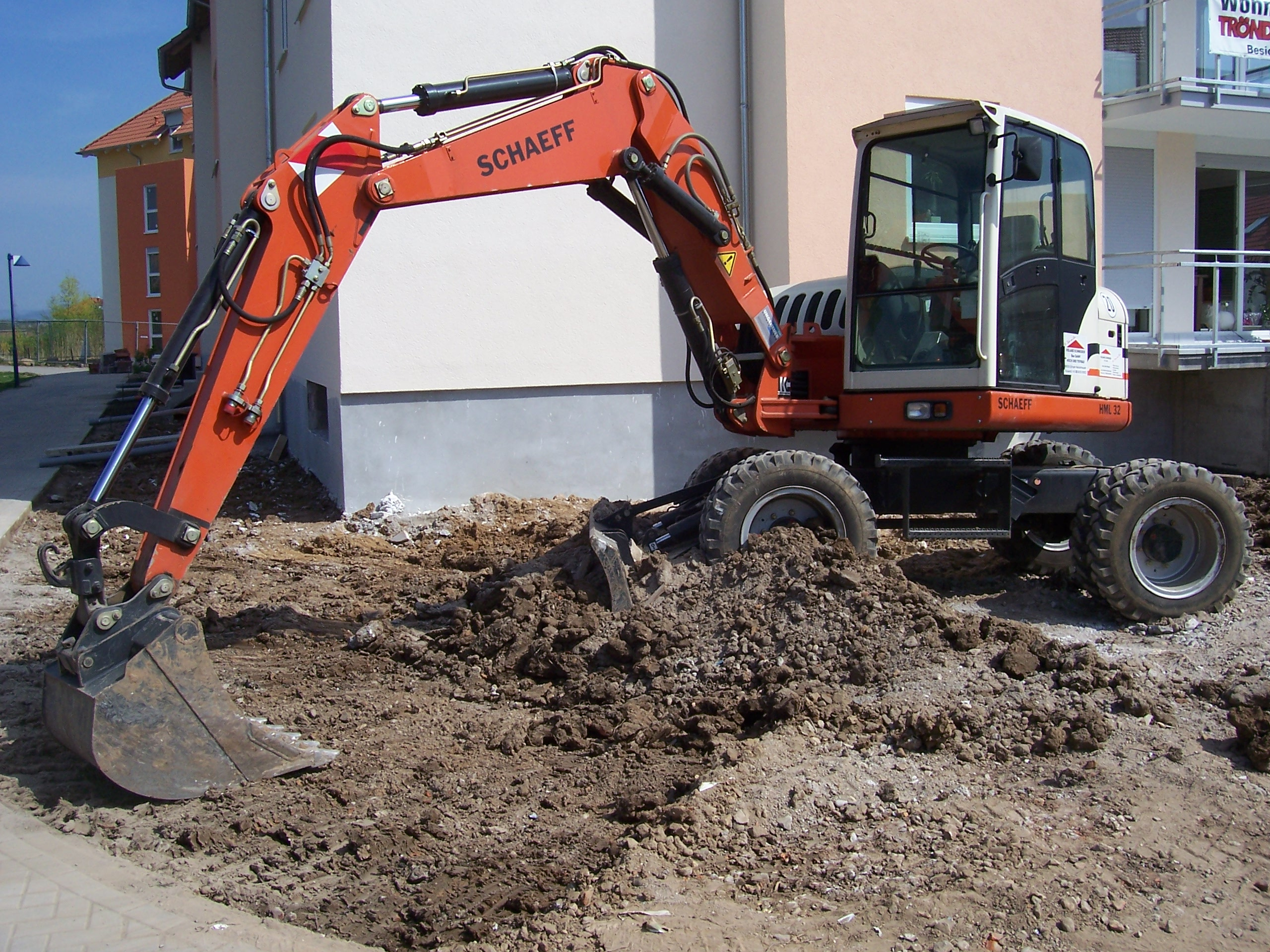
Schaeff HML 32 Mobilbagger
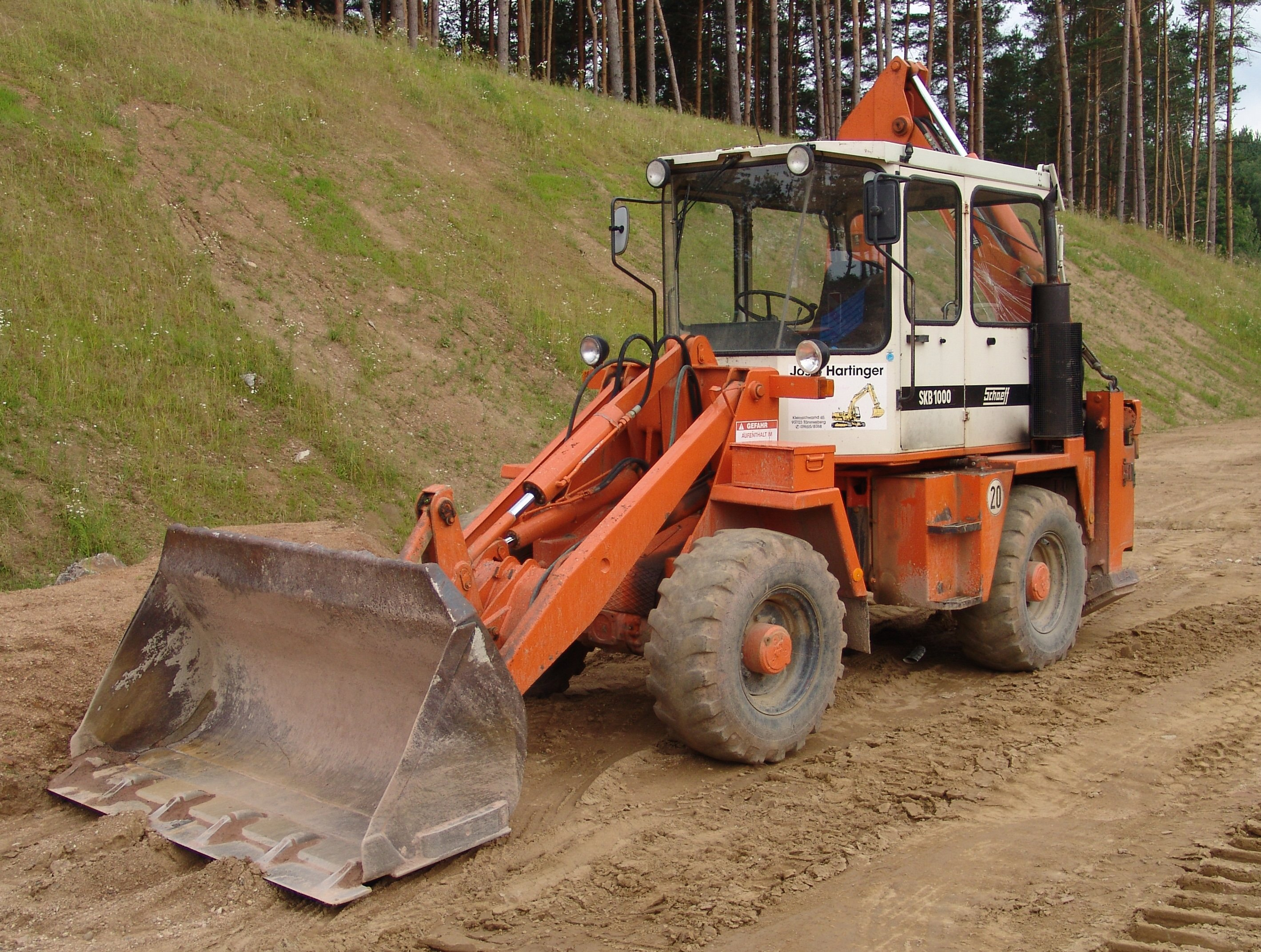
Schaeff SKB 1000 Baggerlader
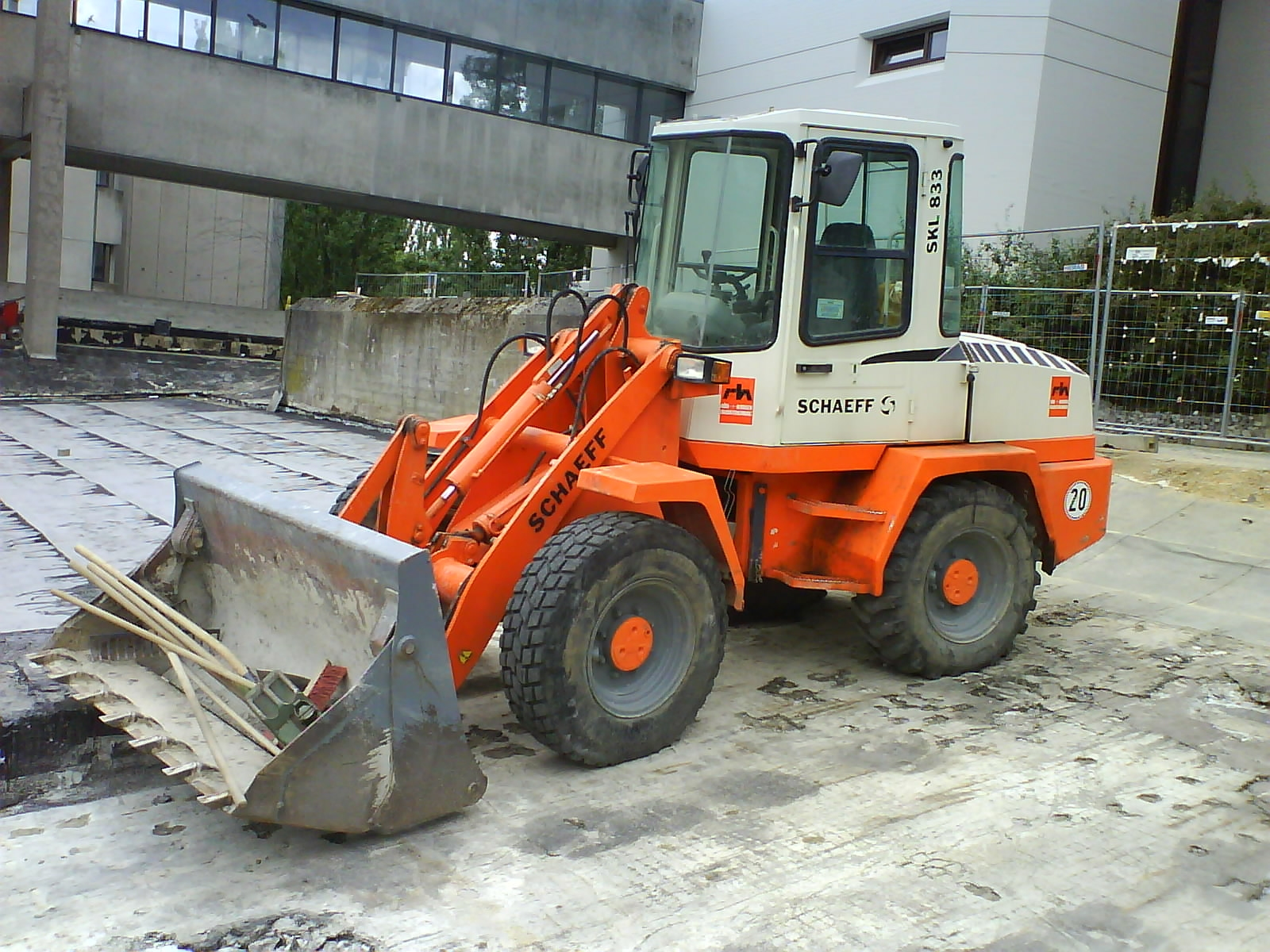
Schaeff SKL 833 Schaufellader